# Aceite de hueso de mamey
El aceite de hueso de mamey (también conocido como zapote), es uno de los aceites más famosos utilizados en el mundo de la belleza. Este tiene distintos usos como: prevenir la caída del cabello, alargar las pestañas, entre otras cosas.

## Propiedades del mamey
El mamey, tiene distintas propiedades, que a la hora de comerlo pueden ser muy beneficiosas. Las más importantes son: 
- Contiene una gran cantidad de vitamina A y C
- Tiene un alto contenido en fibra
- Energético
- Bueno para las personas convalecientes

Mientras que el hueso, que es con el que se elabora el aceite de hueso de mamey tiene otras propiedades como:
- Suavizante para la piel
- Propiedad que ayuda a detener la pérdida de cabello[2]
- Crecimiento de las pestañas

## Productos que usan aceite de mamey
Existen muchas marcas que hoy en día utilizan el aceite de hueso de mamey en distintos productos:
- Rímel Máscara para pestañas (las marcas IM y  Prosa 4 en Uno son las más famosa con este aceite así como la marca mexicana Maximus Colour)[3]
- Champú y acondicionadores
- Cremas para la piel
- Mascarillas faciales para darle suavidad a la cara